# Elemental (película)
Elemental (titulada Elementos en Hispanoamérica) es una película de ciencia ficción fantástica y comedia romántica animada por computadora estadounidense producida por Walt Disney Pictures y Pixar Animation Studios y distribuida por Walt Disney Studios Motion Pictures. Dirigida por Peter Sohn y producida por Denise Ream a partir de un guion de Brenda Hsueh, cuenta con Leah Lewis y Mamoudou Athie en los papeles principales de voz. La película describe el vínculo entre Ember (Lewis), un elemento fuego, y Wade (Athie), un elemento agua, que ambos no pueden tocarse; pero descubren cuánto tienen en común. 
Elemental se inspira en la juventud de Sohn, que creció como hijo de inmigrantes en la ciudad de Nueva York en la década de 1970, destacando la diversidad cultural y étnica distintiva de la ciudad.
La película fue estrenada en los Estados Unidos el 16 de junio de 2023.

## Argumento
Los Elementos de fuego Berny y Cinder (Lucio y Cen en España) emigran a Ciudad Elementos, donde se enfrentan a la xenofobia de otros elementos y luchan por encontrar un hogar. 
Después del nacimiento de su hija Ember (Candela en España), construyen su propia tienda llamada "La Fogata" y establecen una Llama Azul que representa sus tradiciones familiares. Muy pronto el lugar se establece como el Barrio de Fuego. Ahí, Ember crece trabajando en la tienda con Berny, quien tiene la intención de heredarle la tienda una vez que él se jubile, pero primero debe controlar su temperamento explosivo. 
Los años pasan, y un día, cuando Berny le permite a Ember administrar la tienda por su cuenta, los clientes la presionan y corre al sótano, causando un estallido de ira, que rompe una tubería de agua, inundando el sótano y accidentalmente convocando a Wade Ripple (Nilo Fuentes en España), un elemento de agua e inspector de la ciudad, quien nota la plomería defectuosa y de mala gana se va al Ayuntamiento para enviar el informe de violación a su jefa del elemento aire, Gale Cumulus (Galerna en España), que obligará a cerrar la tienda. 
Ember persigue a Wade pero no logra detenerlo, aunque logra convencerlo de ayudarla tras contarle su dilema. Pero el temperamento descontrolado de Ember provoca otro estallido, así que se procede con la infracción.
Al día siguiente, a petición de Ember, Wade la lleva al Estadio Cyclone para convencer a la jefa Gale de que reconsidere el cierre de la tienda, pese a sus desacuerdos. Pero gracias al espíritu animador que Wade da a los espectadores del partido, el equipo al que apoyan gana, y a la salida se lleva a cabo la plática como gente civilizada. Es allí cuando Wade recuerda que estaba investigando una fuga en los canales de la ciudad antes de terminar en el sótano de la tienda, y le ofrece a Gale que él y Ember puedan rastrear la fuente de la fuga desde la tienda. Gale le da al dúo un plazo ajustado: Si son capaces de encontrar y sellar la fuga antes del viernes, perdonará las violaciones y dará de baja la demolición.
Mientras buscan por los canales, ambos se cuentan la miseria que ha vivido cada uno: Wade ha buscado cientos de trabajo desde que su papá murió, pero solo es alguien que no tiene futuro en la vida. Ember de niña quería ver un evento de Flores de Vivisteria, las únicas de su especie que se puede florecer en cualquier ambiente, pero le negaron la entrada por su "peligro letal" y se quedó traumatizada por la discusión que ha tenido su padre ante los guardias. Después, descubren un agujero en una presa que permite que el escurrimiento de las olas de los barcos inunde las tuberías de la ciudad, por lo que cierran el agujero con sacos de arena. Al terminar, Wade decide invitar a Ember a una cita, quien acepta. En los días posteriores que esperan los resultados de Gale, Wade y Ember pasan tiempo juntos en la ciudad y descubren que tienen mucho en común. 
El día anterior a la fecha acordada, Wade le informa a Ember que los sacos de arena no lograron soportar, por lo que Ember usa su talentosa habilidad para fabricar vidrio, creando un sello más resistente para el agujero en la presa. Mientras tanto, Cinder tiene la sospecha de que Ember está saliendo con alguien y la sigue en secreto.
Al día siguiente, Ember visita a la familia de Wade en su apartamento de lujo, donde usa su talento para arreglar una jarra de vidrio rota, impresionando a Brook, la madre de Wade, quien la recomienda para hacer prácticas de fabricación de vidrio. Ember también juega el Juego de Llorar con Wade, en el que (aunque Ember admite orgullosamente jamás haber llorado) logra hacerla llorar cuando admite discretamente que siente algo por ella. Gale luego llama al dúo y le da su aprobación al sello de vidrio de Ember, salvando así la tienda del cierre. 
En el camino de vuelta, Ember se da cuenta de que sus temperamentos explosivos son causados porque, en el fondo, no quiere hacerse cargo de la tienda de su padre. Y de la nada, quedaron al descubierto por Cinder, por lo que por obligación tenían que hacer el ritual del amor por humo, para que ella demuestre que no pueden estar juntos, pero gracias a un ingenio de Wade, logran encender la pareja de humos y al olfatear, Cinder se queda sin habla al darse cuenta de que sí pueden estar juntos. Luego de sacar a Wade porque Berny despierta, él anuncia su decisión de retirarse y entregarle la tienda a Ember, quién le cuenta una historia: cuando Berny y Cinder se fueron de su tierra natal, él dio una reverencia ante su padre (una tradición de su tribu), quién se negó a devolverle la reverencia, negándole su bendición y deshonrando a su familia. 
La noche siguiente, a punto de que Ember deje todo al olvido, Wade la lleva a la antigua estación Jardín Central abandonada para ver las flores de Vivisteria, que ella no pudo ver de niña. Con la estación ahora inundada, Gale le proporciona a Ember una burbuja de aire para mayor seguridad mientras Wade la arrastra bajo el agua a través de la estación. El plan resultó y Ember quedó contenta. Al salir, Wade y Ember notan de que pueden tocarse sin hacerse daño, superando así su temor y comparten un baile romántico juntos, pero cuando Ember recuerda su deber con la tienda y el prejuicio de su familia contra los elementos de agua, se marcha del lugar, dejando triste a Wade.
Al otro día, durante la fiesta donde Ember está a punto de heredar la tienda, Wade aparece y le declara su amor, al mismo tiempo que revela accidentalmente que ella causó la rotura de las tuberías. Ember rechaza a Wade, aunque Cinder, que había hecho la lectura de amor de ambos hace días, asegura que ellos están hechos el uno para el otro. Decepcionado y enfurecido por saber la verdad, Berny decide no retirarse y se niega heredarle la tienda a Ember, quién luego huye enojada y triste, sin decirle a Berny que, aunque por culpa de ella la tienda iba a ser clausurada hasta el viernes, logró impedirlo. 
En ese momento, Ember se percata de cómo el nuevo sello de la presa se rompe y el Barrio de Fuego empieza a inundarse. Wade está a punto de marcharse pero al ver lo que pasa en el Barrio de Fuego, decide volver. Cuando Ember ve a Wade, ambos tratan de salvar la Llama Azul, pero quedan atrapados en una habitación de la tienda, donde Wade se deja evaporar por el calor acumulado para evitar que Ember abra un agujero para dejar entrar el agua o ella se apagaría. Pero antes, Ember le confiesa a Wade que ella también lo ama. 
Después de que la inundación retrocede, Ember está sola en la habitación, desconsolada y triste por la muerte de Wade. Ella decide confesarle a Berny que no quiere heredar la tienda y realmente amaba a Wade. Luego, al darse cuenta de que el cuerpo de Wade logró filtrarse por el techo de piedra y regresa a gotas cuando él llora, Ember usa el Juego de Llorar para que él vuelva a su forma normal, haciendo que Wade regrese. Ambos se abrazan y comparten su primer beso.
Meses después, Wade y Ember, ahora pareja, deciden dejar la Ciudad de Elementos para que Ember pueda estudiar la fabricación de vidrio profesionalmente y viajar juntos por el mundo. Antes de marcharse, Wade y su madre comparten un último llanto por añoración y Ember le hace el gesto de reverencia familiar a su padre, tal y cómo él lo hizo, quien se lo devuelve también otorgándole así su bendición.

## Reparto de voz
- Leah Lewis como Ember Lumen, "es una inteligente mujer Fuego de veintidós años con un gran sentido del humor que a veces puede ser exaltada. Lo que le falta en paciencia lo compensa con creces en el amor por su familia. Como hija única de padres inmigrantes, Ember es muy consciente de cuánto sacrificaron para darle una vida mejor. Está decidida a demostrar su valía ante ellos y espera hacerse cargo del negocio familiar, El Hogar, cuando su padre, Lucio, se retire". 
  - Clara Lin Din como Ember Lumen (niña)
  - Reagan To como Ember Lumen (adolescente)
- Mamoudou Athie como Wade Ripple, "no tiene miedo de mostrar sus emociones; de hecho, sus emociones son difíciles de pasar por alto. Wade, un hombre Agua empático de veintiséis años, es observador, sabe escuchar y, literalmente, rebosa de compasión por los demás. Es cercano a su familia, un grupo animado y extrañamente llorón que busca oportunidades para compartir sus sentimientos".
- Ronnie del Carmen como Lucio Lumen (Útrí dár ì Bùrdì), "es un Elemento Fuego con una gran personalidad crepitante que arde de orgullo. Le apasiona su tierra natal, su hija Candela y El Hogar, la tienda que dirige en Ciudad Elementos. ”
- Shila Ommi como Cinder Lumen (Fâsh ì Síddèr), “es la casamentera residente del Barrio de Fuego, que utiliza su don natural que le permite oler el amor verdadero en el humo de un Fuego, lo sepan o no. Ella cuenta con numerosas coincidencias a lo largo de su mandato, está orgullosa de su historial, pero esta madre brusca, sensata y tradicional aún tiene que encontrar una pareja para su hija. ”
- Wendi McLendon-Covey como Galerna Cumulus, “es un elemento aire con una gran personalidad, mucha bravuconearía y una tez rosada y esponjosa. Como jefa de Nilo, espera mucho de sus empleados: no es fácil de convencer.
- Catherine O'Hara como Brook Ripple, "es la madre cariñosa y solidaria de Nilo. Tiene un gran impulso y éxito, tiene buen ojo para el talento y una mano guía. Una arquitecta con una empatía ilimitada por los problemas de los demás, Brook nunca deja pasar la oportunidad de llorar. De hecho, toda su familia tiene un corazón tierno: compartir sentimientos y expresar emociones es el nombre del juego en la familia Ripple”.
- Mason Wertheimer como Clod[5]
- Ronobir Lahiri como Harold Ripple[6]
- Wilma Bonet como Flarrietta[6]
- Joe Pera como Fern Grouchwood[7]
- Matt Yang King como:
  - Alan Ripple[8][6]
  - Lutz
  - Earth Pruner
- Jeff LaPensee como Cliente
- Ben Morris como Oficial
- Jonathan Adams como Flarry
- Alex Kapp como:
  - Cliente
  - Repartidor
  - Earth Landlord
- P.L. Brown como Doorman

A pesar de ser acreditados como "voces adicionales", otros miembros de la familia de Wade son:
- Innocent Onanovie Ekakitie como Marco y Polo Ripple[9]
- Krysta Gonzales como Eddy Ripple
- Ava Kai Hauser como Lake Ripple[10]
- Maya Aoki Tuttle como Ghibli[6]

Otras voces adicionales incluyen a Dylan Buccieri, Assaf Cohen, Jessica DiCicco, Terri Douglas, Karen Huie, Arif S. Kinchen, Austin Madison, Cole Massie, Scott Menville, Alisha Mullally, Fred Tatasciore, Kari Wahlgren, y Secunda Wood.
El doblaje japonés presenta "Yasashii Kimochide" de Superfly como tema final.

## Producción

### Desarrollo
El 16 de mayo de 2022, Pixar anunció una nueva película titulada Elemental, con el antropomórfico elementos clásicos del fuego, el agua, el aire y la tierra y la magia como tema central con Peter Sohn como director y Denise Ream como productora. Según Sohn, la idea de la película se inspiró en sus experiencias como hijo de inmigrantes en la ciudad de Nueva York en la década de 1970 Dijo: "Mis padres emigraron de Corea a principios de la década de 1970 y construyeron una bulliciosa tienda de comestibles en el Bronx". También afirmó: "Estuvimos entre muchas familias que se aventuraron a una nueva tierra con esperanzas y sueños; todos nos mezclamos en una gran ensalada de culturas, idiomas y hermosos vecindarios pequeños. Eso es lo que me llevó a Elemental." Sohn y Ream se reúnen después de haber trabajado juntos anteriormente en The Good Dinosaur (2015). Brenda Hsueh, asesora creativa de Turning Red (2022), fue contratada para escribir el guion.
En una entrevista con The Hollywood Reporter, Sohn dice que el período de desarrollo de siete años de la película con Elemental está estrechamente ligado a su relación con su familia, cuando comenzó la idea, luego del estreno de The Good Dinosaur en 2015. También se revela que Ember nació en Elemental City, pero creció en una ciudad de bomberos, ya que los vecindarios están divididos de diferentes maneras. Dijo: "Estoy bastante emocionado por sacar a la luz a los personajes y la historia con seguridad". También afirmó: "Esta película trata sobre agradecer a tus padres y comprender sus sacrificios. Mis padres fallecieron durante la realización de esta cosa. Por lo tanto, es muy emotivo y todavía estoy procesando mucho".
Sohn declaró en D23: The Official Disney Fan Club: "El concepto de la ciudad en sí comenzó con Ember". También afirmó: "Pensamos: '¿Cuál es la mejor ciudad que podemos construir para apoyar el viaje de identidad y pertenencia de Ember?' Comenzó pensando en una ciudad que sería difícil para el fuego, por lo que la basamos en el agua. La idea es que el agua llegó primero a esta área, y luego llegó la Tierra, por lo que se convirtió en un delta. Luego, construyeron un infraestructura de agua con canales de agua y canales de agua elevados en todas partes, haciéndolo aún más difícil para Ember. Luego, Air llegó después de eso, y Fire fue uno de los últimos grupos en llegar a la ciudad".
Cuando se le preguntó acerca de ser comparado con Avatar: The Last Airbender (2005), Sohn dijo que Elemental no está inspirado en Avatar: The Last Airbender, a pesar de su concepto compartido de personificando elementos clásicos. Sohn dijo: "No, no fue un toquene, pero me encanta el espectáculo. Lo vi con mis hijos y es genial, pero somos muy diferentes. No hay artes marciales en nuestro mundo. No hay nada de eso. Es esta historia de la ciudad con el romance y este drama familiar y la locura de la luz. Pero aprecio la conexión que la gente está haciendo solo porque les encanta y espero que también puedan amar esto". Sohn también declaró:

Al crecer, siempre vi a mis padres de cierta manera, pero luego, cuando llegué a los 20 y conseguí un trabajo real en lugar de trabajar en la tienda de mi familia, los veía como personas. Ese cambio de padres a personas me afectó mucho. Todas las historias que me contaron sobre su viaje aquí las di por sentadas hasta que tuve como, 'Oh, Dios mío, hicieron esto sin hablar el idioma. Hicieron esto sin dinero. Mi papá era un vendedor de perritos calientes e hizo todo esto. Yo nunca podría hacer eso'. Creció mi empatía por ellos.

El 9 de septiembre de 2022, durante la D23 Expo, Sohn, Ream y Pete Docter presentaron un primer vistazo a la película. "Nuestra historia se basa en los elementos clásicos: fuego, agua, tierra y aire. Algunos elementos se mezclan entre sí y otros no", afirmó Sohn. "¿Y si estos elementos estuvieran vivos?" Poco después de la secuencia de animación inacabada, se proyectó un clip que muestra a Ember y Wade en una cita, caminando por un parque donde Wade intenta impresionar a Ember corriendo sobre el agua, deslizándose y creando un arcoíris romántico.
Según Variety, en el Disney Content Showcase en Singapur el 30 de noviembre de 2022, Sohn mostró una foto de él cuando era niño con sus padres y dijo: "Tal vez sea porque cuando Yo era un niño, realmente no apreciaba ni entendía lo que significaba ser un inmigrante, venir a los EE. UU., y todo el arduo trabajo que hicieron para darnos la vida a mi hermano y a mí. Esa fue una gran pepita que estaba sentado conmigo. Por otro lado, me casé con alguien que no era coreano, y hubo mucho choque cultural con eso en mi mundo. Y eso me llevó a esta idea de encontrar opuestos. Y la cuestión de ¿Qué pasaría si el fuego se enamorara del agua? Como animador, ¿cuál podría ser un mundo divertido para jugar? Así que el fuego y el agua son una cosa. Pero vincular eso con el choque cultural era parte de esa metáfora. Y luego, en ese mundo, de repente esta idea de sacrificio, y comprender lo que nuestros padres habían dado comenzó a hacer la sopa de lo que es esta película". También habla sobre el choque de culturas y la diversidad: "Ha sido la lucha de mi vida, seguro entender mi lugar y lo que he asimilado o mi identidad siendo una identidad bifurcada. Siempre ha estado ahí, asumo que siempre será un parte de una cierta cantidad de narración: tener ese tipo de diversidad. ¿Será algo importante? No lo sé. Pero ha sido parte de mi vida. Y me encanta tratar de reflejar lo que los equipos con los que hemos trabajado con sus vidas y nuestras vidas en el trabajo que hacemos".
Sohn también mostró imágenes de la película en Disney Content Showcase y afirmó que "la película trata sobre nuestras diferencias que nos unen, pero es una historia de amor. Con suerte, el público obtendrá una comprensión más profunda de la pérdida en sus vidas entre los socios, los amigos o la familia".

### Guion
La consultora creativa de Turning Red (2022), Brenda Hsueh, fue contratada para escribir el guion. En última instancia, John Hoberg, Kat Likkel y Hsueh recibieron el crédito de «guion de», mientras que Sohn, Hoberg y Likkel, y Hsueh recibieron el crédito de «historia de».
Sohn citó películas románticas como Guess Who's Coming to Dinner (1967), Moonstruck (1987), You've Got Mail (1998), Amélie (2001), My Big Fat Greek Wedding (2002) y The Big Sick (2017) como influencias particulares cuando disfrutaba apoyándose en la comedia romántica como género narrativo. Sohn solía garabatear la tabla periódica en la escuela secundaria como una forma temprana de expresión con la génesis de la película, diciendo: "Había un dibujo divertido que recuerdo haber descubierto sobre un personaje como el fuego y el agua, y que desencadenó una gran cantidad de diferentes ideas, y simplemente no podía dejar de dibujar estas nuevas y pequeñas cosas".
Para el lenguaje de los elementos de fuego, David J. Peterson, quien ha construido lenguajes para Game of Thrones y Dune (2021), creó "Firish" basado en sonidos de fuego que son parte de la familia de Ember.
En un momento, Hoberg y Likkel sugirieron que el final de la película mostrara a Wade y Ember habiendo tenido un bebé hecho de vapor, un concepto por el que lucharon, pero que finalmente no se incluyó en los primeros cortes de la película.  Esto fue para asegurar un final más sólido para los dos protagonistas y para que el público tuviera algo que esperar en una posible entrega futura.

### Animación y diseño
Elemental City se inspiró en la ciudad de Nueva York como una serie de vecindarios de inmigrantes compuestos de materiales orgánicos que complementarían cada elemento. Un ejemplo sería Fire Town, que se construyó con cerámica, metal y ladrillo. El diseñador de producción Don Shank dice que "las ideas de diseño inspiraron nueva tecnología, lo que inspiró un nuevo diseño". Sohn señaló que "entró en más detalles sobre cómo fue el proceso de diseño y tecnología para diseñar a Ember y Wade". Creía que personificar elementos era un desafío difícil, aunque declaró que el aire no era tan difícil de representar como el fuego y el agua, ya que había personificado nubes en Partly Cloudy. El personaje Wade Ripple es increíblemente complejo, y el mayor desafío es su transparencia a través de la creación de efectos visuales. Para hacerlo lo suficientemente transparente, los animadores necesitaban encontrar un término medio sobre cómo crear el personaje.
Los escenógrafos del estudio buscaron inspiración en ciudades como Venecia y Ámsterdam. Los canales de agua y los edificios que rodean las ciudades tienen un inmenso detalle y pensamiento puesto en ellos. Debido a la pandemia de COVID-19 en la que se llevó a cabo la mayor parte de la producción, el equipo de producción de la película no pudo viajar a estas ciudades para investigar, por lo que pasaron muchas horas viendo recorridos POV por la ciudad en YouTube para inspirarse para Element City. Para sentirse menos como una versión alienígena de las ciudades del mundo real, el diseñador de producción Don Shank y su equipo intercambiaron ideas sobre la evolución de los seres elementales y su civilización.
Se usaron más de 151 000 núcleos para Elemental en tres salas grandes en el campus de Pixar, lo que lo convierte en una gran cantidad de potencia informática en comparación con los largometrajes anteriores de Pixar, debido a que Pixar tuvo que actualizar y comprar más computadoras para esta película; por ejemplo, Toy Story (1995) tenía 294 núcleos, Monsters, Inc. (2001) tenía 672 núcleos y Finding Nemo (2003) tenía 923 núcleos.

### Casting
El 9 de septiembre de 2022, durante la D23 Expo, se reveló que Leah Lewis y Mamoudou Athie habían sido elegidos para los papeles principales de voz de Ember y Wade, respectivamente.  Cuando se lanzó el tráiler completo el 28 de marzo de 2023, se anunciaron más miembros del elenco, incluidos Ronnie del Carmen, Shila Ommi, Wendi McLendon-Covey, Catherine O'Hara, Mason Wertheimer y Joe Pera.
Cuando diseñó Ember y Wade, Sohn sabía que quería que las voces de los personajes reflejaran sus elementos: para Ember, una voz ahumada y Wade, una más fría. Lewis fue elegida por su papel en The Half of It (2020).  Sohn habló sobre su actuación en la función de 2020 y dijo que "podría tener mal genio, pero aún así ser muy atractiva", y afirmó: "Tenía una vulnerabilidad en su voz que también podía superar siendo tan sincera y auténtica". Con Athie, fue su papel en la miniserie de 2019 Oh Jerome, No y su capacidad para llorar lo que convenció al director.  Sohn describió un llanto que hizo en un momento de la serie como "sincero, pero hilarante" y agregó: "Mamoudou tiene un alma tan compasiva que cuando lloraba, simplemente lo acompañabas".
El 30 de mayo de 2023, se anunció que el piloto de MotoGP Francesco Bagnaia daría voz a un La Grana Hellfire, por su apodo. Esta es la segunda vez que una figura del automovilismo presta su voz a un personaje en las películas de Pixar después de Charles Leclerc y Carlos Sainz Jr. en los doblajes internacionales de Lightyear (2022).

## Recepción

### Crítica
Tras su estreno en el Festival de Cine de Cannes, las primeras reacciones de las redes sociales hacia la película fueron en general positivas, con elogios por su animación, historia, banda sonora y construcción del mundo.[cita requerida]
En el sitio web del agregador de reseñas Rotten Tomatoes, el 74% de las 250 reseñas son positivas, con una calificación promedio de 6.4/10.
Metacritic, que utiliza un promedio ponderado, asignó a la película una puntuación de 58 sobre 100, según 45 críticas, lo que indica "reseñas mixtas o promedio". El público encuestado por CinemaScore le dio a la película una calificación promedio de "A" en una escala de A+ a F, mientras que PostTrak informó que el 85 % de los espectadores le dieron una calificación positiva y el 68 % dijo que definitivamente la recomendaría.
Ben Croll de TheWrap escribió: "Con ritmos de la historia y giros de personajes que van mucho más allá de la familiaridad, Elemental combina la aventura formal con la timidez de contar historias. Aquí hay un nuevo giro en la vieja fórmula, animado por avances en tecnología y entregado con verdadero arte. La película está llena de partes complejas y volátiles, todas unidas en el más elemental de los contenedores". Siddhant Adlakha de IndieWire le dio a la película una B y escribió en su reseña: "A pesar de su construcción del mundo confusa y sobrecargada, Elemental tiene suficientes momentos encantadores para salir adelante, incluso si su significado radica menos en su mal concebida saga de inmigrantes, y más en el drama personal que vive unas pocas capas por debajo de esta".
Jordan Mintzer de The Hollywood Reporter declaró: "Si Pixar tal vez hubiera tomado más riesgos con esa trama, podrían haber complacido a un grupo demográfico más pequeño que el que requiere un proyecto de este tipo para ser rentable, pero también podrían haber entregado una película a la par con algunos de sus mejores obras. En cambio, todos los elementos encajan perfectamente en su lugar, tanto que las llamas creativas son ahogadas, y nos quedamos sin una gran impresión". Tim Grierson de Screen Daily señaló que la película "contiene indicios del ingenio y la mordacidad del estudio, aunque carece de la ejecución inspirada que alguna vez pareció salirles casi sin esfuerzo alguno". Según Dan Kois de Slate, el mundo de Element City está bellamente creado con reglas bien definidas, pero la película, que padeció reelaboraciones significativas, carece de la agudeza de las bromas, los giros merecidos y la decoración intencional que fueron características de los trabajos anteriores de Pixar, y no logra crear entusiasmo entre los personajes principales. Kois afirma que el conflicto alegórico de Ember no resuena con fuerza en comparación con una película anterior de Pixar, Turning Red, que trata la vida familiar de los inmigrantes con más especificidad y creatividad. Critica el desordenado mundo metafórico de la película, en el que la representación de diferentes grupos elementales, sus acentos y rasgos culturales parece confuso e irrelevante, y con corolarios étnicos imprecisos. Él piensa que la película marca un cambio potencial en la fórmula "probada-y-acertada" de Pixar, y sugiere que Pixar puede necesitar innovar y reinventarse para recuperar su éxito anterior.

### Premios y nominaciones
| Premio                                                           | Fecha                   | Categoría                                      | Nominado                                                  | Resultado | Ref.   |
| ---------------------------------------------------------------- | ----------------------- | ---------------------------------------------- | --------------------------------------------------------- | --------- | ------ |
| Premios de Música de Hollywood de Medios de Comunicación         | 15 de noviembre de 2023 | Mejor banda sonora original - Película animada | Thomas Newman                                             | Nominada  | [ 30 ] |
| Premios de Música de Hollywood de Medios de Comunicación         | 15 de noviembre de 2023 | Mejor canción original - Película animada      | "Steal The Show" — Lauv, Michael Matosic, y Thomas Newman | Nominada  | [ 30 ] |
| Hollywood Professional Association Awards                        | 28 de noviembre de 2023 | Mejor etalonaje de color - película animad     | Susan Brunig                                              | Nominada  | [ 31 ] |
| Premios de la Asociación de Críticos de Cine de Washington D. C. | 10 de diciembre de 2023 | Best Animated Feature                          | Elemental                                                 | Nominada  | [ 32 ] |
| Premios de la Asociación de Críticos de Cine de San Luis         | 17 de diciembre de 2023 | Mejor película animada                         | Elemental                                                 | Nominada  | [ 33 ] |
| Astra Film and Creative Arts Awards                              | 6 de enero de 2024      | Mejor película animada                         | Elemental                                                 | Nominada  | [ 34 ] |
| Astra Film and Creative Arts Awards                              | 6 de enero de 2024      | Mejor banda                                    | Thomas Newman                                             | Nominada  | [ 34 ] |
| Premios Globo de Oro                                             | 7 de enero de 2024      | Mejor película animada                         | Elemental                                                 | Nominada  | [ 35 ] |
| Premios de la Crítica Cinematográfica                            | 14 de enero de 2024     | Mejor película de animación                    | Elemental                                                 | Nominada  | [ 36 ] |
| Premios Saturn                                                   | 24 de febrero de 2024   | Mejor película animada                         | Elemental                                                 | Nominada  | [ 37 ] |